# 티라트라이콜
티라트라이콜(영어: tiratricol, TRIAC) 또는 트라이아이오도티로아세트산(영어: triiodothyroacetic acid)은 갑상샘 호르몬의 유사체이다. 티라트라이콜은 또한 정상적인 생물에 저농도로 존재하는 생리적인 갑상샘 호르몬이다.

## 용도
티라트라이콜은 갑상샘 호르몬 저항 증후군 관리의 표지자이며, 갑상샘암 환자에서 갑상샘 자극 호르몬(TSH)의 생성을 억제하기 위해 레보티록신과 함께 사용된다.
티라트라이콜은 갑상샘종을 줄이는데 사용하기 위해 조사되었다.
또한 티라트라이콜은 코르티코스테로이드를 사용할 때 발생하는 위축을 줄이는데 약간의 효과가 있음을 보여주었다.
티라트라이콜은 또한 다양한 상표명으로 체중 감소 보조제로 널리 판매되어 왔다. 1999년과 2000년에 미국 식품의약국과 캐나다 보건부는 티라트라이콜을 함유하고 있는 식이 보충제의 사용에 대해 대중에게 경고하였다.

## 법적 지위
티라트라이콜은 미국과 캐나다에서 판매가 승인되지 않았다. 티라트라이콜은 브라질에서 판매가 승인된 약물이었지만, 2003년에 판매 허가가 중단되어서 사실상 판매를 금지했다. 티라트라이콜은 프랑스에서 갑상샘 호르몬 저항 증후군과 갑상샘암의 보조 요법으로 여전히 사용되고 있다. 티라트라이콜은 유럽에서 등록된 전문가들이 처방하는 희귀약으로 이용이 가능하다.